# بایدرمانسدورف
بایدرمانسدورف (به آلمانی: Biedermannsdorf) یک منطقهٔ مسکونی در اتریش است که در ناحیه مودلینگ واقع شده‌است. بایدرمانسدورف ۳٬۳۴۰ نفر جمعیت دارد.